# Има нешто од срца до срца - 18 оригиналних хитова
Има нешто од срца до срца - 18 оригиналних хитова је прва компилација сарајевске поп-рок групе Црвена јабука.
На албуму су хронолошки распоређени незаборавни хитови настали у периоду од 1986. до 1991. године. Песма „Све што имаш ти“ је раније објављена на уживо албуму „Узми ме (кад хоћеш ти)“, али је за потребе компилације, уклоњен звук публике.
Све песме: Златко Арсланагић, осим „Да није љубави“ (традиционал-Арсланагић)
Аранжмани: Црвена јабука

## Списак песама
1. Са твојих усана
2. Дирлија
3. Узми ме (кад хоћеш ти)
4. Зову нас улице
5. Ти знаш
6. Има нешто од срца до срца
7. Сањати
8. То ми ради
9. Туга, ти и ја
10. Волио бих да си ту
11. Остани
12. Не дам да овај осјећај оде
13. Тамо гдје љубав почиње
14. Све што имаш ти
15. Моје најмилије
16. Да није љубави
17. Некако с' прољећа
18. Да знаш да ме болиш